# Županija Središnja Bosna
Županija Središnja Bosna (boš. Srednjobosanski kanton) šesta je od ukupno deset županija u Federaciji Bosne i Hercegovine. Nalazi se u središnjem dijelu Bosne i Hercegovine. Županija Središnja Bosna graniči s Hercegbosanskom, Hercegovačko-neretvanskom, Sarajevskom i Zeničko-dobojskom županijom i na sjeveru s entitetom Republika Srpska. Županijsko sjedište je u Travniku. 

## Upravna podjela
Sjedište Županije nalazi se u Travniku. 
Sastoji se od 12 općina i to:
- Bugojno
- Busovača
- Dobretići
- Donji Vakuf
- Fojnica
- Jajce
- Kiseljak
- Kreševo
- Novi Travnik
- Travnik
- Uskoplje
- Vitez

## Stanovništvo

### Stanovništvo 1991.
Po popisu iz 1991. u županiji Središnja Bosna je živjelo 341.365 stanovnika, od čega je bilo[nedostaje izvor];
- Muslimana    147.608 ili 43%
- Hrvata       131.791 ili 39%
- Srba          41.409 ili 12%
- Jugoslavena   13.805 ili 4%
- ostalih        6.753 ili 2%

Travnička općina neposredno pred rat popisom imala je 70.747 stanovnika, od čega 31.813 Muslimana, 26.118. Hrvata 7.777 Srba te ostalih 5.039, u kojima su većinom bili pripadnici prvih triju naroda izjašnjenih kao Jugoslaveni.

### Stanovništvo 2013.
Po popisu iz 2013. u županiji Središnja Bosna je živjelo 254.686 stanovnika, od čega je bilo:
- Bošnjaka     146.652 ili 57,58%
- Hrvata        97.629 ili 38,33%
- Srba           3.043 ili 1,19%
- ostalih        7.362 ili 2,90%

Pod ostale se računaju izjašnjeni kao Jugoslaveni, bez odgovora, Muslimani, regionalno izjašnjeni ili se nisu izjasnili. Po gradovima i općinama izjašnjenost je bila sljedeća:
| Općina       | Hrvata | Postotak | Bošnjaka | Postotak | Srba  | Postotak | Ostalih | Postotak | Ukupno  | Postotak |
| ------------ | ------ | -------- | -------- | -------- | ----- | -------- | ------- | -------- | ------- | -------- |
| Bugojno      | 5.767  | 18,33%   | 24.650   | 78,33%   | 376   | 1,19%    |         |          | 24.650  | 100%     |
| Busovača     | 8.873  | 49,54%   | 8.681    | 48,47%   | 205   | 1,16%    |         |          | 17.910  | 100%     |
| Donji Vakuf  | 58     | 0,04%    | 13.376   | 95,64%   | 107   | 0,07%    |         |          | 13.985  | 100%     |
| Dobretići    | 1.626  | 99,82%   | 0        | 0,00%    | 1     | 0,06%    |         |          | 1.629   | 100%     |
| Fojnica      | 3.664  | 29,65%   | 7.592    | 61,44%   | 48    | 0,03%    |         |          | 12.356  | 100%     |
| Uskoplje     | 8.660  | 41,25%   | 12.004   | 57,18%   | 30    | 0,14%    |         |          | 20.993  | 100%     |
| Jajce        | 12.555 | 45,89%   | 13.269   | 48,68%   | 501   | 1,84%    |         |          | 27.258  | 100%     |
| Kiseljak     | 11.823 | 57,06%   | 7.838    | 37,82%   | 409   | 1,97%    |         |          | 20.722  | 100%     |
| Kreševo      | 4.149  | 78,38%   | 1.014    | 19,23%   | 26    | 0,49%    |         |          | 5.273   | 100%     |
| Novi Travnik | 11.002 | 46,16%   | 12.067   | 50,63%   | 367   | 1,54%    |         |          | 28.832  | 100%     |
| Travnik      | 15.102 | 28,24%   | 35.648   | 66,65%   | 640   | 1,20%    |         |          | 53.482  | 100%     |
| Vitez        | 14.350 | 55,54%   | 10.513   | 40,69%   | 333   | 1,29%    |         |          | 25.836  | 100%     |
| ŽSB          | 97.629 | 38,33%   | 146.652  | 57,58%   | 3.043 | 1,19%    |         |          | 254.686 | 100%     |

## Županijska uprava

### Županijska skupština
| stranka | stranka        | broj zastupnika | broj zastupnika | broj zastupnika | broj zastupnika | broj zastupnika | broj zastupnika | broj zastupnika | broj zastupnika |
| stranka | stranka        | 1996.           | 1998.           | 2000.           | 2002.           | 2006.           | 2010.           | 2014.           | 2018.           |
| ------- | -------------- | --------------- | --------------- | --------------- | --------------- | --------------- | --------------- | --------------- | --------------- |
|         | HDZ BiH        | 23 / 55         | 18 / 55         | 8 / 28          | 10 / 30         | 6 / 30          | 7 / 30          | 8 / 30          | 9 / 30          |
|         | SDA            | 29 / 55         | 16 / 55         | 8 / 28          | 10 / 30         | 8 / 30          | 6 / 30          | 8 / 30          | 10 / 30         |
|         | SBB BiH        |                 |                 |                 |                 |                 | 4 / 30          | 4 / 30          | 2 / 30          |
|         | SDP BiH        | 2 / 55          | 5 / 55          | 6 / 28          | 3 / 30          | 3 / 30          | 6 / 30          | 4 / 30          | 5 / 30          |
|         | DF             |                 |                 |                 |                 |                 |                 | 3 / 30          | 2 / 30          |
|         | HDZ 1990       |                 |                 |                 |                 | 3 / 30          | 2 / 30          | 2 / 30          | 1 / 30          |
|         | HSP BiH        |                 |                 |                 |                 | 0 / 30          | 0 / 30          | 1 / 30          | 0 / 30          |
|         | Nezavisni blok |                 |                 |                 |                 |                 |                 |                 | 1 / 30          |

## Privreda i infrastruktura
Na području županije razvijena je prerađivačka industrija (metalna, drvno-prerađivačka, tekstilna, sekundarne sirovine, kožna obuća i grafika). Trgovina i poljoprivredna proizvodnja su dominantne na području županije. Privredni resursi koji se nalaze na ovom području veoma su značajni kako za županiju tako i za Bosnu i Hercegovinu.
Od energetskih sirovina ističu se lignit na području Vrbaske doline, mrki ugljen na području Lašvanske doline i zemni plin na području Kiseljaka.
Uz to nalaze se i druge vrste industrijskih mineralnih sirovina kao što su rude aluminija – boksiti na području Jajca i Donjeg Vakufa; rude željeza – magnetit, hematit i limoniti na području planine Radovan; rude gipsa na području Gornjeg Vakufa-Uskoplja i Donjeg Vakufa; rude kvarcita, žive, bakra olova i cinka na području Gornjeg Vakufa-Uskoplja te građevinski materijali kao što su tehnički i arhitektonsko-građevinski kamen u koji spadaju dolomiti, vapnenci, kvarc-dioriti, rioliti, mramori, tufoi i sedre, kao i gline. Značajni resursi predstavljaju termalne i mineralne vode koje se nalaze na području Kiseljaka, Fojnice i Bugojna.
Od ukupne površine županije 57% pokriveno je šumama, 34% poljoprivrednim površinama. Drvne zalihe iznose 38 milijuna kubičnih metara drvne mase. Od toga 46% odnosi se na četinare.
Područje županije spada u skupinu brdsko-planinskih poljoprivrednih područja, gdje dominira stočarstvo kao najvažnija grana poljoprivrede. U oblasti poljoprivredne kulture: žitarice (kukuruz, ječam, pšenica, zob, raž), povrće (krumpir, kupus, luk, grah) i krmno bilje (travno-djetelinske smjese, djetelina, silažno krmno bilje, stočna repa).
U oblasti stočarstva najviše se uzgajaju goveda, ovce, koze i konji. Područje je bogato rijekama i ima velike mogućnosti izgradnje minihidroelektrana, ribnjaka i turističkih objekata.

### Infrastruktura

#### Promet
Županija ima velik udjel kategorizirane cestovne mreže. Obuhvaća gornje dijelove tri odvojena sliva rijeka Vrbasa, Fojnice i Lašve. Na području županije postoji mreža magistralnih cesta u dužini od 260,6 km i regionalnih u dužini od 337 km. Cijelo područje povezano je telekomunikacijskim vezama pretežno optičkim vodom.
Kroz županiju prolaze sljedeći magistralni putevi: 
- Sa zapada na istok: Magistralni put M5 (Bihać-Foča) i M16.4 (Bugojno-Travnik)
- S juga na sjever: Magistralni put M16 (Gradiška-Kazaginac) i M16.2 (Bugojno-Jablanica)[2]

#### Obrazovanje
U županiji postoje ukupno 32 državne i 4 privatne srednje škole. U SBK postoje 3 privatna sveučilišta (dva u Travniku i jedan u Kiseljaku), dok državnih sveučilišta nema.

#### Zdravstvo
Glavna je bolnica u županiji županijska bolnica u Travniku. Postoje još dvije opće bolnice u Bugojnu i Novoj Biloj, jedna specijalna bolnica u Travniku te brojni domovi zdravlja i privatne klinike.

## Kultura
- Hrvatsko proljeće Središnje Bosne, kulturna manifestacija

## Vanjske poveznice
- Županija Središnja Bosna  Arhivirana inačica izvorne stranice od 1. siječnja 2011. (Wayback Machine) (poveznica neaktivna)